# Пейоратив
Пейоративите (също дерогативи) са думи или изрази, изразяващи „отрицателна оценка“; те имат обиден и „негативен“ ефект, т.е. те изразяват омаловажаване, презрение или антипатия от страна на говорещия. Първото пояснение на думата като прилагателно, използвано в лингвистиката, е „който има неодобрително или отрицателно значение“.
Пейоративите са предимно думи, вторично придобили отрицателно и опростено, стеснено, низко значение, или думи, образувани като към корена или основата е добавен суфикс или префикс, който именно им придава дерогативната промяна на смисъла.

## Семантична промяна
Понякога една дума или термин (виж по-долу възвърнати думи) може първоначално да бъде използвана като пейоративна дума и впоследствие да придобие непейоративен смисъл, както и обратното. В историческата лингвистика този феномен е познат като мелиорация или амелиорация, или семантична промяна. Става дума например за постепенното отпадане на първоначалния пейоративен смисъл или значение.

## Присвояване
Конкретни социални групи (често социално неравнопоставени малцинства) понякога опитват „да си възвърнат“ (на английски: reclaim) предходно обидни думи, използвани срещу тях, това е известно като „reclaimed words“ (възвърнати думи), пример за такива думи са queer, gender и други.

## Етимология
Пейоративен = „обезценителен, омаловажаващ, пренебрежителен“, от френското péjoratif (ж. péjorative), от латински pejoratus, минало причастие от pējōrāre „правя по-лошо“, от L. pejor „по-лошо“, свързано с pessimus „най-лош“, pessum „влошаващ се, слизащ към земята“. В английския глаголът to pejorate означава „влошавам“.
На български думата идва от латински през немски и руски.